# Troxochrus laevithorax
Troxochrus laevithorax là một loài nhện trong họ Linyphiidae.
Loài này thuộc chi Troxochrus. Troxochrus laevithorax được František Miller miêu tả năm 1970.